# 8 Out of 10 Cats
8 Out of 10 Cats és un programa de televisió britànic que s'emet a E4, i estrenat originalment a Channel 4 el 3 de juny de 2005. El programa està presentat per Jimmy Carr, i hi participen dos equips, cadascun format per un capità (actualment, Rob Beckett i Katherine Ryan) i dos altres famosos. El programa està basat en estadístiques i enquestes fetes per diverses organitzacions, així com sondejos addicionals encarregats pel mateix programa.
Des del 2012, s'han emès episodis del programa combinats amb Countdown, seguint el format de Countdown, però presentat per Carr, i amb Sean Lock i Jon Richardson com a concursants permanents, a més de dos altres concursants convidats. Aquest format esporàdic es va acabar convertint en el programa 8 Out of 10 Cats Does Countdown.